# Brixia maculata
Brixia maculata är en insektsart som beskrevs av Synave 1965. Brixia maculata ingår i släktet Brixia och familjen kilstritar. Inga underarter finns listade i Catalogue of Life.